# Bianzano
Bianzano är en ort och kommun i provinsen Bergamo i regionen Lombardiet i Italien. Kommunen hade 604 invånare (2018).